# Teinostoma politum
Teinostoma politum är en snäckart. Teinostoma politum ingår i släktet Teinostoma och familjen Vitrinellidae. Inga underarter finns listade i Catalogue of Life.